# Alessandro Pepe
Alessandro Pepe (nacido el 10 de enero de 1972), más conocido como el "hombre de niebla", es un artista italiano de efectos especiales que actualmente trabaja para DreamWorks Animation.
Pepe nació en Roma, pero se mudó a Génova en sus años de infancia. Su interés por los gráficos por computadora surgió temprano, durante sus años de escuela secundaria, donde dominó las técnicas de renderizado en la plataforma Amiga.

## Carrera temprana
Después de algunos períodos en estudios locales en Italia, Pepe finalmente se mudó a Suiza en 2001 y se unió a Amila Entertainment, donde se centró en la creación de animaciones generadas por computadora para varios comerciales. En 2006, Pepe regresó a Génova y comenzó una colaboración con Art Five Animation Studio, lo que condujo al exitoso desarrollo de la serie de anuncios de televisión Ceres Beer 2006, que se emitió en las principales cadenas de televisión italianas. Esta experiencia marcó el punto de inflexión en la carrera de Pepe.

## Grandes proyectos
En agosto de 2006, Pepe se mudó a Australia y se unió a Animal Logic como director técnico de iluminación de la película animada de Warner Bros. Happy Feet, que más tarde ganó el Premio de la Academia 2006 a la mejor película animada.
Desde Australia, Pepe se mudó a Londres a principios de 2007 para unirse a CFC Framestore, como Director Técnico de Rigging. En este papel, el primer proyecto de Pepe fue la película The Golden Compass de New Line Cinema, que más tarde ganó el Premio de la Academia 2007 a los Mejores Efectos Visuales. Después de La brújula dorada, trabajó en El caballero oscuro, que fue nominado a ocho premios de la Academia y finalmente ganó dos, y Tge Tale of Despereaux.
En el verano de 2008, Pepe se unió a DreamWorks Animation y se mudó a Los Ángeles, donde vive y trabaja actualmente. Ha trabajado en Shrek Forever After, Kung Fu Panda 2, Puss in Boots, Rise of the Guardians y Turbo a partir de entonces.
Los expertos de la industria se refieren en broma a Pepe como el "Rey Midas" de los efectos especiales, ya que varias de las películas en las que trabajó terminaron ganando un Premio de la Academia.